# STS-61-I
STS-61-I seria uma missão da NASA realizada pelo ônibus espacial Challenger. O lançamento estava previsto para 27 de setembro de 1986, contudo foi cancelado após a destruição do mesmo ônibus espacial, em 28 de janeiro de 1986, na missão STS-51-L.

## Tripulação
| Comandante               | Donald Williams 2º voo espacial                                   | Donald Williams 2º voo espacial                                   | Donald Williams 2º voo espacial                                   |
| Piloto                   | Michael Smith 2º voo espacial                                     | Michael Smith 2º voo espacial                                     | Michael Smith 2º voo espacial                                     |
| Especialista de missão 1 | Bonnie Dunbar 2º voo espacial                                     | Bonnie Dunbar 2º voo espacial                                     | Bonnie Dunbar 2º voo espacial                                     |
| Especialista de missão 2 | Sonny Carter 1º voo espacial                                      | Sonny Carter 1º voo espacial                                      | Sonny Carter 1º voo espacial                                      |
| Especialista de missão 3 | James Bagian 1º voo espacial                                      | James Bagian 1º voo espacial                                      | James Bagian 1º voo espacial                                      |
| Especialista de carga 1  | Nagapathi Chidambar Bhat Agência Espacial Indiana 1º voo espacial | Nagapathi Chidambar Bhat Agência Espacial Indiana 1º voo espacial | Nagapathi Chidambar Bhat Agência Espacial Indiana 1º voo espacial |

## Tripulação Reserva
| Especialista de carga | Paramaswaren Radhakrishnan Nair Agência Espacial Indiana | Paramaswaren Radhakrishnan Nair Agência Espacial Indiana | Paramaswaren Radhakrishnan Nair Agência Espacial Indiana |

## Objetivos
Missão planejada para a recuperação do Long Duration Exposure Facility (LDEF), satelitizado na missão STS-41-C. O LDEF era um grande cilindro, com um comprimento de 9,2 metros por um diâmetro de 4,29 metros, com massa de 3,6 toneladas e quando plenamente carregado ficou com 9,2 toneladas. A bordo do LDEF estava um conjunto de 57 experiências da NASA com o objetivo de estudar os efeitos da exposição de vários materiais ao ambiente espacial. Estava previsto também o voo do primeiro astronauta da Índia e do lançamento do satélite indiano INSAT 1-C. Poderia também transportar o primeiro jornalista norte-americano ao espaço. Cancelada após o desastre da Challenger e posteriormente lançada como missão STS-32, para a recuperação do LDEF, em janeiro de 1990. Mas, sem a participação de nenhum astronauta indiano no voo. Já que Insat 1-C fora lançado em 21 de julho de 1988, pelo foguete Ariane a partir do Centro Espacial de Kourou.
O astronauta Michael Smith, que estava escalado para este voo do Challenger, faleceu a bordo da mesma nave na explosão de 28 de janeiro de 1986.
Nenhum membro da tripulação original da STS-61-I voou na missão STS-32 que finalmente resgatou o LDEF em janeiro de 1990, um mês antes da sua re-entrada na atmosfera.

## Referência
1. ↑  «Space Shuttle Shedule 1986» (PDF). Flight International. Consultado em 28 de fevereiro de 2008
2. ↑  «LDEF Archive». www.nasa.gov. Consultado em 7 de fevereiro de 2010. Arquivado do original em 31 de outubro de 2013
3. ↑  Gunter's Space Page: Insat 1A, 1B, 1C, 1D. Página visitada em 5/02/2010, em inglês.,